# Nicolás de Rocamora y Molins
Nicolás de Rocamora y Molins (Orihuela, abril de 1595-Orihuela, 1641) fue el IX señor de Benferri desde 1639 hasta 1641. Era el mayor de los hijos del primer matrimonio de Jerónimo de Rocamora y Thomas con  Isabel de Molins y Rosell. 
Su padre llegó a ostentar los títulos de marqués de Rafal,barón de la Puebla de Rocamora y s
eñor de Benferri. En su testamento dejó el señorío de Benferri a Nicolás, mientras que el mayorazgo fundado por el marquesado de Rafal y la baronía de Puebla de Rocamora quedaba en manos de su hermano Gaspar, fruto de un segundo matrimonio de Jerónimo de Rocamora y por lo tanto hermanos solo de padre. 
Una de las disposiciones testamentarias de su padre establecía a su descendencia como sucesora del tronco principal de los Rocamora en caso de falta de sucesión en la otra rama de la familia.
El 23 de enero de 1626, Nicolás se desposó en la parroquia oriolana de Santas Justa y Rufina con Beatriz de Cascante y García de Lasa, hija de Ana García de Lasa y Togores y de Pedro de Cascante. Del matrimonio solo nació un varón, Jerónimo José Juan de Rocamora y Cascante, heredero y más tarde X señor de Benferri. Nicolás testó ante Baltasar Paredes el 16 de enero de 1641, falleciendo meses después.